# Декабрьское восстание в Нижнем Новгороде (1905)
Дека́брьское восста́ние 1905 года в Ни́жнем Но́вгороде — массовые беспорядки, происходившие в Нижнем Новгороде в районах Сормово и Канавино 12 (25) декабря — 16 (29) декабря 1905 года; эпизод Революции 1905 года.

## Предшествующие события
В 1901—1902 годах в Сормове Петром Заломовым была организована социал-демократическая группа.
В 1902 году в Сормове прошла первомайская демонстрация с антимонархическими лозунгами.
К 1905 году в Нижнем Новгороде действовали три организации РСДРП: городская, канавинская (сюда входили и социал-демократы Молитовки), сормовская.
Весной и летом 1905 года сормовская и нижегородская ячейки эсеров и РСДРП вели агитационную и пропагандистскую работу среди рабочих, в частности Сормовского завода.
На Сормовском рынке, и даже на заводе, практически открыто шла торговля оружием. Гражданам предлагали «жертвовать» на оружие, о чём недвусмысленно сообщали расклеенные повсюду листовки. Администрации Сормовского завода и Нижегородской губернии, напуганные продолжавшимися весь год беспорядками и забастовками, смотрели на все это сквозь пальцы, боясь спровоцировать людей.
В начале ноября 1905 года сменился нижегородский губернатор: вместо ставшего приамурским генерал-губернатором Павла Унтербергера исполняющим должность губернатора был назначен Константин Фредерикс.
В 1905 году начальником охранного отделения Нижегородской губернии служил Н. В. Трещенков.

## Ход событий
7 (20) декабря в Москве началось вооруженное восстание.
С 8 (21) декабря прямо в цехах Сормовского завода и практически в открытую рабочие начали изготавливать самодельное холодное оружие и бомбы. Токарь Париков по заранее сделанным чертежам собрал самодельную пушку. А в литейном цехе для неё были отлиты снаряды.
В итоге было сформировано несколько вооруженных отрядов, наиболее боеспособным из которых была т. н. «боевая рабочая дружина» во главе с Павлом Сергеевичем Мочаловым, насчитывавшая около 200 человек. Ещё один такой отряд был сформирован в Канавине во главе с Сергеем Александровичем Акимовым.
Находившийся на заводе фабричный инспектор прямо докладывал местным властям: «Рабочими заготовляется оружие в громадном размере, горны и точила заняты, забирается много стали самовольно, а также переделываются напильники и прочее».
11 (24) декабря губернатор барон фон Фредерикс докладывал в столицу: «Положение в Сормове крайне опасное. Завтра могут быть беспорядки. Войск нет».
12 (25) декабря в 10 часов утра на заводе началось восстание. Отряды рабочих начали брать под контроль прилегающую территорию. Весь день происходили стычки и перестрелки, обе стороны понесли потери.
13 (26) декабря шеф жандармов полковник Антон Левицкий докладывал начальству: «Насильственно остановлены действия телеграфа, телефона, вокзал в руках комитета во главе с Акимовым. В Сормове баррикады, телефонные столбы спилены». По приказу губернатора в Сормово были переброшены казаки и рота жандармов с пушками.
13 (26) декабря-14 (27) декабря восстание охватило Сормово, а 14 (27) декабря-15 (28) декабря Канавино.
То, что в восстании приняли участие не только социал‑демократы, но и представители других политических направлений, в том числе эсеры, отнюдь не умаляет роли социал-демократов и их активных функционеров в его подготовке и проведении. Нижегородский комитет РСДРП оставался вдохновителем восстания, охватившим нижегородский пролетариат, служащих, молодежь. Главным для социал-демократов в период революции было не то, кто воюет на баррикадах, а чтобы воюющих было как можно больше, независимо от их политических воззрений и даже криминального прошлого.

16 (29) декабря. Открытое восстание сормовских рабочих подавлено. С обеих сторон действовала артиллерия. Раненых и убитых много. В городе также были столкновения с войсками. Есть жертвы, Объявлено положение о чрезвычайной охране.

Газета «Новое время», 18 (31) декабря 1905 года

## Итоги
Канавино и Сормово довольно сильно пострадали в ходе боев. В Сормове было разрушено 15 жилых домов и погибло 43 жителя. Под новый год в Нижнем Новгороде и Сормове были введены дополнительные меры безопасности. Губерния была объявлена на «положении чрезвычайной охраны», на улицах ввели комендантский час, запрещалось передвигаться группами более двух человек, доступ в окрестные леса также был закрыт. Все легальные и нелегальные организации рабочих по распоряжению губернатора были закрыты. Вплоть до Рождества шли аресты и обыски, всего было задержано около 300 человек. При этом рабочего Шимборского, пытавшегося устроить драку с конвоирами, застрелили прямо на улице, а его коллегу Минина закололи штыками. Однако Павлу Мочалову удалось скрыться.

18 (31) декабря. В Сормове продолжаются аресты. Вчера один арестованный Шамборский, спустя пол часа после ареста оказался убитым двумя пулями. Рабочие бегут из Сормова. После четырёх часов дня Сормово превращается в кладбище: ни души на улицах, ни звука, только ездят казаки. Иногда всю ночь раздаются выстрелы.

Газета «Русское слово», 20 декабря 1905 (2 января 1906) года

Сормовский завод 16 (29) декабря объявил о временном прекращении работы и увольнении всех рабочих. Только 12 (25) января 1906 года предприятие объявило о новом наборе рабочих. При этом были введены жёсткие требования и ограничения. Неблагонадежных, замеченных в уличных беспорядках, под разными предлогами не брали, некоторых тут же арестовывали.

## Память
Горельеф «Школа Баррикад» был установлен в 1977 году на боковой стене бывшей церковно-приходской школы, в память о восставших сормовских рабочих. Он был создан по проектам скульптора В. П. Малиновского и архитектора Г. П. Малкина. На горельефе изображены Павел Сергеевич Мочалов и его соратники.
Песня «1905» группы «Элизиум» с альбома «Яды» (2017) посвящена Сормовскому восстанию.